# Гаванська вулиця (Київ, Куренівка)
Га́ванська вулиця — зникла вулиця Києва. Пролягала від Корабельної до Тульчинської вулиці. 
Прилучалися вулиця Вікентія Хвойки, Новокостянтинівська вулиця.

## Історія
Виникла у 50-х роках XX століття під назвою Нова. Назву Гаванська вулиця отримала 1955 року. 
Ліквідована наприкінці 1970-х — на початку 1980-х років у зв'язку із переплануванням. 